# Guaranyperla guapiara
Guaranyperla guapiara är en bäcksländeart som beskrevs av Froehlich 2001. Guaranyperla guapiara ingår i släktet Guaranyperla och familjen Gripopterygidae. Inga underarter finns listade i Catalogue of Life.